# El Español (diari digital)
El Español és un diari digital en castellà nascut el 7 d'octubre de 2015. Està dirigit per Pedro J. Ramírez, cofundador i exdirector d'El Mundo.

## Història
El 2014, Pedro J. Ramírez va ser destituït com a director d'El Mundo i va abandonar Unidad Editorial, el grup editor del diari. Ramírez va iniciar un nou projecte periodístic, juntament amb la seva filla María Ramírez Fernández —fundadora de la inicialment societat limitada Nohacefaltapapel, l'editora de la publicació— i Eduardo Suárez.
El projecte es va anunciar l'1 de gener de 2015 i es va comunicar que estaria operatiu a partir de la tardor del nou any. Referint-se al nom triat, El Español, Ramírez va dir que s'anomenaria «com el [periòdic] que va fundar Blanco White a Londres per defensar la llibertat a Espanya». L'11 del mateix mes, va començar a funcionar El blog de El Español, lloc web on es podia seguir el procés de gestació del diari, a més de la publicació d'articles d'opinió de diferents personalitats.
El 10 de gener, la societat Nohacefaltapapel va iniciar una campanya de micromecenatge per al finançament del projecte i va aconseguir 3.600.000 euros de 5.624 persones en dos mesos. El 24 de febrer, el diari es va presentar en un fòrum econòmic. El 10 d'abril, l'empresa editora va passar a ser una societat anònima, propietat dels accionistes, amb un capital social de més de 17 milions d'euros. El 27 de juny, es va presentar als socis en la primera junta general d'accionistes.
A finals d'agost de 2016 es va anunciar l'aliança amb el digital Crónica Global per enfortir les estructures empresarials i la capacitat mútua de generació de continguts.

## Equip
Segons el propi mitjà, la redacció estarà formada per Fernando Baeta, l'especialista en tribunals María Peral, la narradora i analista Ana Romero, María Ramírez —sotsdirectora del mitjà—, Eduardo Suárez, Vicente Ferrer-Molina —cap d'opinió—, l'il·lustrador Javier Muñoz, el periodista d'investigació Daniel Montero, Rubén Lapetra —responsable de la secció d'economia—, els dissenyadors David Domínguez i Salugral Adriana, Pablo Romero, Jordi Pérez Colomé, Daniel Basteiro i Ana I. Gracia.